# Hochbach
Hochbach är ett vattendrag i Antarktis. Det ligger i Sydshetlandsöarna. Argentina, Chile och Storbritannien gör anspråk på området. Hochbach ligger vid sjön Kiteschbach.